# Dauchingen
Dauchingen – miejscowość i gmina w Niemczech, w kraju związkowym Badenia-Wirtembergia, w rejencji Fryburg, w regionie Schwarzwald-Baar-Heuberg, w powiecie Schwarzwald-Baar, wchodzi w skład wspólnoty administracyjnej Villingen-Schwenningen.